# Hoploscopa boleta
Hoploscopa boleta is een vlinder uit de familie van de grasmotten (Crambidae), uit de onderfamilie van de Hoploscopinae. De wetenschappelijke naam van deze soort is voor het eerst gepubliceerd in 2020 door Théo Léger en Matthias Nuss.
De voorvleugellengte varieert van 9 tot 10 millimeter.
De is ontdekt op Mount Kaindi in Morobe (Papoea-Nieuw-Guinea) op een hoogte van 2360 meter.